# Trematodon norrisii
Trematodon norrisii là một loài rêu trong họ Bruchiaceae. Loài này được Sharp mô tả khoa học đầu tiên năm 1986.